# Серс
Серс (вірм. Սերս) — село в марзі Вайоц-Дзор, на півдні Вірменії. Село розташоване за 20 км на південь від міста Вайк та за 34 км на південний схід від міста Єхегнадзор на сільській дорозі, яка з'єднує трасу Єреван — Степанакерт з навколишніми селами, Серс передостаннє село, останнє село — Бардзруні, воно розташоване за 5 км на південь від Серса, а попереднє село Мартірос розташоване за 4 км на північний схід від Серса.